# Друшковец Гора
Друшковец Гора је насељено место у општини Хум на Сутли, Крапинско-загорска жупанија, Хрватска.

## Историја
До територијалне реорганизације у Хрватској била је у саставу старе општине Преграда.

## Становништво
У попису становништва из 2011. године, Друшковец Гора је имала 86 становника.
| Број становника према пописима | Број становника према пописима | Број становника према пописима | Број становника према пописима | Број становника према пописима | Број становника према пописима | Број становника према пописима | Број становника према пописима | Број становника према пописима | Број становника према пописима | Број становника према пописима | Број становника према пописима | Број становника према пописима | Број становника према пописима | Број становника према пописима | Број становника према пописима |
| ------------------------------ | ------------------------------ | ------------------------------ | ------------------------------ | ------------------------------ | ------------------------------ | ------------------------------ | ------------------------------ | ------------------------------ | ------------------------------ | ------------------------------ | ------------------------------ | ------------------------------ | ------------------------------ | ------------------------------ | ------------------------------ |
| 1857                           | 1869                           | 1880                           | 1890                           | 1900                           | 1910                           | 1921                           | 1931                           | 1948                           | 1953                           | 1961                           | 1971                           | 1981                           | 1991                           | 2001                           | 2011                           |
| 279                            | 295                            | 298                            | 317                            | 347                            | 346                            | 301                            | 305                            | 289                            | 285                            | 268                            | 203                            | 179                            | 141                            | 112                            | 86                             |

Напомена: До 1971. исказивано под именом Друшковец–Гора.